# Васильев, Андриан Васильевич
Андриан Васильевич Васильев (26 августа 1895 — 27 ноября 1963) — генерал-майор ГРУ СССР, начальник Гомельского и Казанского пехотных училищ.

## Биография
Родился в крестьянской семье. Русский. Окончил коммерческое училище Петра I в Санкт-Петербурге в 1914 году, с июня по октябрь работал служащим в городском обществе взаимного кредита. В том же году призван в Русскую императорскую армию, нёс службу в 3-м запасном пехотном батальоне с октября 1914 по июнь 1915 годов. Окончил в 1915 году курс учебной команды при 3-м пехотном полку в Петрограде, с июня 1915 года воевал на Юго-Западном фронте. С июня 1915 по июнь 1917 года дослужился от унтер-офицера до фельдфебеля и прапорщика на фронте. С августа по октябрь 1917 года был командиром роты 3-го запасного пехотного полка.
В ноябре 1917 года добровольно перешёл на сторону красных в 134-й Маловишерский красногвардейский полк. Участник Гражданской войны на стороне красных, был командиром отделения, взвода и роты. Помощник командира 10-го отдельного батальона 3-го запасного полка с июля 1918 по ноябрь 1920 годов. С ноября 1920 по июнь 1921 года был командиром роты и батальона 165-го стрелкового полка. С июня 1921 по июль 1922 года — командир роты 35-го дисциплинарного отряда, командир 14-го дисциплинарного отряда. С июля по октябрь 1922 года был слушателем Петроградской военной школы физического образования, служил с октября 1922 по сентябрь 1925 года в 81-м стрелковом полку 27-й стрелковой дивизии (дослужился до звания командира роты и начальника полковой школы).
В 1925—1926 годах — слушатель курсов «Выстрел». С октября 1926 по ноябрь 1929 года командовал батальоном 81-го стрелкового полка, с ноября 1929 по май 1931 года — начальник штаба 111-го стрелкового полка. Начальник 1-й части штаба 37-й стрелковой Новочеркасской дивизии с мая 1931 по ноябрь 1936 годов, начальник штаба 64-й стрелковой дивизии в 1936—1938 годах. С января по ноябрь 1939 года находился в «особой правительственной командировке» в Китайской Республике, занимал пост общевойскового советника в китайской армии: старший советник по подготовке ударных дивизий в районе Наньчана при командующем Северо-Западным направлением генерале Чэн Цяне.
С декабря 1939 по март 1940 года был начальником Гомельского пехотного училища. С марта 1940 по апрель 1941 года — начальник Казанского пехотного училища. Член ВКП(б) с 1941 года, в апреле 1941 года был назначен начальником отдела спецзаданий разведывательного управления Генерального штаба Красной армии, пост занимал до июля 1941 года. В годы Великой Отечественной войны был заместителем начальника советской военной миссии в Великобритании. С мая 1942 по август 1943 годов был в специальной правительственной командировке, справившись «хорошо» с полученной работой. В дальнейшем снова отправлялся в командировку. Генерал-майор с 1 сентября 1943 года.
С июля 1946 по февраль 1947 года был советником посольства СССР в США, также был на военно-дипломатической работе в Индии и Италии.
Похоронен на Головинском кладбище Москвы.

## Награды
- орден Ленина
  - 22 февраля 1939[6]
  - 21 февраля 1945 — за долголетнюю и безупречную службу в Красной Армии[7]
- орден Красного Знамени
  - 3 ноября 1944 — за долголетнюю и безупречную службу в Красной Армии[8]
  - 24 сентября 1945 — за успешное выполнение заданий Верховного Главнокомандования[2]
  - 24 июня 1948[6]
- орден Красной Звезды (27 октября 1943) — за отличное выполнение специальных заданий правительства СССР и проявленную при этом доблесть и мужество[1]

## Комментарии
1. ↑  В разных наградных документах встречаются варианты Адриан[1] и Андриан[2]